# Садахяни, Хоссейн
Хоссейн Садахяни (перс. حسین صدقیانی‎; 1 января 1903, Тебриз — 1 декабря 1982, Тегеран) — иранский футболист, нападающий, и тренер. Первый главный тренер в истории национальной сборной Ирана. Известен по игре за «Шарлеруа» и «Фенербахче».

## Клубная карьера
В течение первой половины 1920-х годов находился сначала в Турции, а затем в Австрии, где в частности занимался футболом в молодёжных командах. В 1924 вернулся на родину, где основал футбольную команду в Мешхеде.
В 26 лет снова отправился в Европу, вступив на обучение в один из университетов в бельгийском городе Шарлеруа. Там стал игроком команды второлигового клуба «Маршьен-Монко». Футбольный талант иранского студента привлек внимание представителей тренерского штаба ведущего местного клуба «Шарлеруа», в состав которого Садахяни присоединился в 1930 году, став первым иранским игроком в европейском футболе. Сыграл за «Шарлеруа» четыре сезона. Был среди лучших голеадоров, отметившись 34 забитыми голами в 54 матчах чемпионата.
В 1935 году вновь отправился в Турцию, где стал игроком столичного «Фенербахче», за который играл до 1936 года.

## Карьера тренера
Летом 1941 года было принято решение о создании национальной футбольной сборной Ирана, тренировать которую был приглашен Садахяни. За исключением непродолжительного перерыва с 1948 по 1949 года, был незаменимым главным тренером главной команды Ирана до 1950 года. Параллельно В 1945 году начал работать с футбольной командой Тегеранского университета, подготовкой которой занимался до 1964 года.